# Coptia
Coptia es un  género de coleópteros adéfagos perteneciente a la familia Carabidae.

## Especies
Comprende las siguientes especies:
- Coptia armata (Laporte de Castelnau, 1832)
- Coptia effeminata Darlington, 1934
- Coptia marginicollis Chaudoir, 1879
- Coptia sauricollis Darlington, 1934